# Cuscuta lindsayi
Cuscuta lindsayi là một loài thực vật có hoa trong họ Bìm bìm. Loài này được Wiggins mô tả khoa học đầu tiên năm 1959.